# Tebacris nigrisoma
Tebacris nigrisoma is een rechtvleugelig insect uit de familie Tristiridae. De wetenschappelijke naam van deze soort is voor het eerst geldig gepubliceerd in 1989 door Cigliano.